# Mégamix (émission)
Pour les articles homonymes, voir Megamix.
Mégamix était une émission de variétés diffusée à la télévision belge sur Club RTL.

## Historique
L'émission Mégamix a été créée et produite par le producteur français Marc Nivesse de 1997 à 2001. Elle était animée par Lidia Gervasi et Florence Thomas, remplacée dès la deuxième saison par Virginie Efira qui n'était alors qu'animatrice secondaire dans l'émission. L'émission connut un très gros succès auprès des adolescents et réalisa des audiences importantes (notamment 32 % de parts de marché en septembre 1998 sur les 4-18 ans). Elle était diffusée du lundi au samedi, en quatre capsules de 12 minutes, et entrecoupées de séries (Friends, S-Club 7, Premiers Baisers, Hélène et les Garçons, Les Simpson, etc.). L'émission comportait également certaines séquences présentées par d'autres animateurs, notamment Fabrice Brouwers,,,.
Lors de la rentrée télévisuelle de 2001, Mégamix est remplacée par Fan Club, toujours présentée par Virginie Efira.